# Tolvanlampi
Tolvanlampi är en sjö i Finland. Den ligger i kommunen Posio i landskapet Lappland, i den norra delen av landet, 700 km norr om huvudstaden Helsingfors. Tolvanlampi ligger 246,4 meter över havet. Den är 12 meter djup. Arean är 1,16 kvadratkilometer och strandlinjen är 7,73 kilometer lång. Sjön  ingår i Koundaälvens huvudavrinningsområde. 